# Dicterias
Dicterias é um género de libelinha da família Dicteriadidae.
Este género contém as seguintes espécies:
- Dicterias atrosanguinea